# 88. symfonie (Haydn)
88. symfonie Josepha Haydna – G Dur – vznikla roku 1787 po Haydnově pařížském pobytu. Přestože nepatří ani mezi symfonie „londýnské“, ani „pařížské“, ani nemá vlastní jméno (někdy bývá označována jako Pátý dopis), je jedním z nejznámějších Haydnových děl.
Johannes Brahms se o ní vyjádřil, že by byl rád, kdyby jeho 9. symfonie zněla jako druhá věta 88. symfonie Haydnovy.
Symfonie sestává ze čtyř vět v tradičním schématu – rychle, pomalu, menuet, rychle.
- Adagio – Allegro
- Largo
- Allegretto
- Allegro con spirito